# Skeletal Remains
Skeletal Remains est un groupe américain de death metal, originaire de Whittier, en Californie.

## Histoire
Le groupe est formé en mai 2011 sous le nom d'Anthropophagy par le guitariste et chanteur Chris Monroy, le guitariste Mike De La O et le batteur Chris Reyes. En juin 2011, le groupe se rend en studio pour enregistrer la démo Desolate Isolation, qui comprenait trois chansons et une reprise de la chanson Chronic Infection de Pestilence. Pendant l'enregistrement, Mike De La O quitte le groupe, de sorte qu'en plus de Monroy, le batteur Reyes enregistre les pistes de guitare manquantes. Après la sortie, Adrius Marquez rejoint le groupe en tant que bassiste et Adrian Obregon en tant que nouveau guitariste, après quoi le groupe est rebaptisé Skeletal Remains. 
En novembre 2012, le groupe sort son premier album Beyond the Flesh via FDA Rekotz/Soulfood et joue dans quelques festivals en Europe en juillet et août de l'année suivante. En août 2015, le groupe sort son deuxième album Condemned to Misery. Avec le troisième album Devouring Mortality, sorti en avril 2018, le groupe obtient son premier classement dans les charts allemands des albums, où l'œuvre atteint la 96e place. En 2022, le groupe est ajouté au line-up du festival Killfest. Ils signent par la suite avec le label Century Media Records pour y sortir l'album Fragments of the Ageless en 2024,.

## Style musical
Le groupe joue du death metal classique, qui rappelle le style musical d'Asphyx, de Death et Pestilence.

## Discographie
- 2011 : Desolate Isolation (démo) (sous le nom Anthropophag)
- 2012 : Beyond the Flesh (album, FDA Rekotz/Soulfood)
- 2015 : Condemned to Misery (album, FDA Rekotz/Soulfood)
- 2018 : Devouring Mortality (album ; 96e place des charts allemands[2])
- 2020 : The Entombment of Chaos (album ; 45e place des charts allemands[2])
- 2024 : Fragments of the Ageless (album, Century Media Records)